# Alfredo de Ángeli (dirigente rural)
Alfredo Luis de Ángeli (María Grande, Entre Ríos, Argentina; 16 de febrero de 1957) es un político y dirigente ruralista argentino, perteneciente a Propuesta Republicana. Se desempeña como senador de la Nación desde el año 2013 y anteriormente fue dirigente ruralista de la Federación Agraria Argentina de la provincia de Entre Ríos.
Saltó a la fama durante el paro agropecuario de 2008, el cierre patronal general más extenso de la historia argentina, durante el cual lideró uno de los sectores más duros, cortando a la altura de Gualeguaychú la estratégica Ruta Nacional n.º 14, conocida como Ruta del Mercosur.

## Biografía

### Infancia y juventud
Nació en el pueblo de María Grande, a 120 km de la ciudad de Paraná (capital de la provincia de Entre Ríos). Cursó la escuela hasta séptimo grado en la localidad de María Grande.Tiene un hermano mellizo idéntico, Atilio, con el que suele ser confundido. Entre los dos arriendan entre 675 y 1100 hectáreas,Pasó su niñez y juventud en el departamento de Paraná. En julio de 1980 se radicó definitivamente en la zona de Gualeguaychú, en la localidad de Arroyo El Sauce.
según distintas fuentes, donde cultivan soja, maíz, girasol y trigo. Vive en una casa en el balneario Ñandubaysal, departamento de Gualeguaychú.

### Tractorazo contra el Banco Nación
Durante los años noventa ―en el menemismo― se endeudó hasta perder un campo de 140 hectáreas, que recuperó vendiendo un camión.

### Cortes de ruta en 2000, 2001 y 2002
Según sus propias declaraciones a la prensa, De Ángeli fue detenido varias veces por cortar rutas en 2000 y 2001 por protestas sociales. Entre las acciones llevadas adelante en ese período, se encuentra su actuación junto a los citricultores del norte de la provincia de Entre Ríos, en 2001, bloqueando la Ruta Nacional 14 (Ruta del Mercosur) en Chajarí, y dejando varados a más de tres mil camiones que se movilizaban por la cosecha de cítricos.
Estuvo preso tras una protesta agropecuaria en 2002 y una noche más cuando intentó frenar un camión que quería pasar por la fuerza a través del corte de ruta en Arroyo Verde.

Según declaraciones a la prensa estuvo preso por cortar rutas en 2000, 2001 y  2002.Entre las acciones llevadas adelante en ese período, se encuentra los cortes de ruta realizados norte de la provincia de Entre Ríos, en 2001, bloqueando la  Ruta Nacional 14 (Ruta del Mercosur) en Chajarí, dejando allí varados más de tres mil camiones que debieron tirar los alimentos en la ruta.
En 2007 intentó bloquear el  ingreso a la dársena de embarque de la empresa Buquebus en Buenos Aires, que realiza  el transporte fluvial entre esa ciudad y Uruguay, hecho en el cual protagonizó un fuerte  enfrentamiento con agentes de seguridad, por el que fue detenido por la Prefectura.

### Bloqueo del puente de Gualeguaychú contra las pasteras en Uruguay
A partir de 2004, De Ángeli fue uno de los líderes del bloqueo de rutas al Uruguay en protesta por la instalación de dos plantas de celulosa en Fray Bentos, debido a los daños ambientales que se le atribuyen. En 2006 la justicia uruguaya inició los trámites para ordenar su captura internacional a causa de sus acciones en los bloqueos.
En 2007 intentó bloquear el ingreso a la dársena de embarque de la empresa Buquebús en Buenos Aires, que realiza el transporte fluvial entre esa ciudad y Uruguay, hecho en el cual protagonizó un fuerte enfrentamiento con agentes de seguridad, por el que fue detenido por la Prefectura.
Recibió la máxima cobertura nacional e internacional cuando declaró que había que «demoler Botnia a martillazos».

Si Botnia se pone en marcha, en mi opinión personal tenemos que pasar el puente y ―entre los argentinos y los uruguayos― voltear la pastera
Alfredo de Ángeli

### Paro agropecuario de 2008

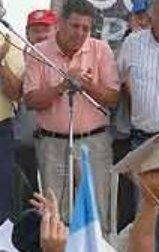
Alfredo de Ángeli, en una asamblea en 2008.

A partir de marzo de 2008, De Ángeli cobró notoriedad por la cobertura de los medios de comunicación del piquete de corte de la ruta más importante del Mercosur, la ruta nacional N.º 14, a la altura de Gualeguaychú. De Ángeli se destacó como uno de los dirigentes «duros» del paro patronal agropecuario que declararon las cuatro entidades empresariales del campo en Argentina. Desde allí algunos partidos políticos comenzaron a ofrecerle la posibilidad de iniciar una carrera como dirigente político,
La Federación Trabajo y Vivienda de la Central de Trabajadores de la Argentina, liderada por Luis D'Elía y la Asociación Madres de Plaza de Mayo, acusaron a los dirigentes ruralistas, al expresidente Eduardo Duhalde y al multimedio Clarín de buscar la desestabilización del gobierno con el fin de provocar la caída de la presidenta Cristina Fernández de Kirchner.
Las acusaciones fueron negadas por De Ángeli a pesar de admitir que en las movilizaciones «estábamos preparados para resistir con escopetas, carabinas, de todo». A raíz de esto el fiscal federal Guillermo Marijuan lo denunció por los delitos de tenencia y acopio de armas y por intimidación pública.
Días después el fiscal Guillermo Marijuan pidió su detención por «acopio de armas, incitación a la violencia e intimidación pública».
De Ángeli se caracterizó por un discurso fuertemente enfrentado con el expresidente Néstor Kirchner y la presidenta Cristina Fernández de Kirchner, incluso utilizando insultos y aludiendo a una eventual renuncia de la presidenta y llamando a la renuncia de la presidenta.

La lucha creo que no la terminamos antes de tres años y medio, a menos que renuncie la presidenta y quede Cobos como presidente.
Alfredo De Ángeli ante una asamblea de cooperativistas arroceros en Villa Elisa (provincia de Entre Ríos)

Desde que su figura se hizo conocida en 2008 diversos partidos políticos opositores al kirchnerismo intentaron sin éxito presentarlo como candidato en las elecciones de 2009 y 2011.
En 2009, recomendó a los ruralistas, en una conferencia de prensa junto a Hugo Biolcatti, de la Sociedad Rural Argentina; Mario Llambías, de Confederaciones Rurales Argentinas, y Carlos Garetto, de Coninagro, que el día de las elecciones junten a los empleados de sus estancias, los suban a las camionetas y les digan a quién votar. que generaron repudio de la Federación Agraria.

Como federados no podemos menos que repudiar las expresiones que ha vertido Alfredo de Ángeli ayer en Entre Ríos, que tienen más que ver con la Década Infame y lo peor de la política argentina, que con la democracia plural.
Comunicado de la Federación Agraria Argentina

Como productor de soja protagonizó  decenas de cortes de ruta en su provincia y luego, con el advenimiento del macrismo, llegó a ser senador nacional, desde su banca, defendió el.aumentó de las retenciones cuando las aplicó Macri en 2018, para luego volver a criticar la medida en 2020 cuando el nuevo gobierno de Alberto Fernández las aumentó de forma segmentada solo para la soja en 3 puntos para productores que superen las 4 mil toneladas anuales.

### Senador nacional (2013-actualidad)
En 2013 fue candidato a senador nacional por la Provincia de Entre Ríos, apoyado por dirigentes políticos de diversos sectores opositores, como Mauricio Macri, líder del PRO, Patricia Bullrich, del partido Unión por Todos, el sindicalista Gerónimo Momo Venegas, el intendente Jesús Cariglino y el diputado nacional Eduardo Amadeo, del peronismo disidente, así como intendente de San Isidro Gustavo Posse y el diputado Jorge Chemes de la Unión Cívica Radical. Al mismo tiempo se denunció que el gobierno porteño estaba utilizando dinero público de la ciudad de Buenos Aires para promocionar la candidatura del ruralista.
En su labor parlamentaria, el senador PRO, presentó los proyectos de ley de fomento de construcción de terrazas rurales.
y para permitir el trabajo infantil en Argentina, lo que fue respondido por Carlos Tomada quien opinó: “Nosotros queremos que los menores de 16 años estén en las escuelas".
En 2013, AFIP detectó 840 casos en que propiedades con explotación agropecuaria no habían informado condición de arrendamiento o propiedad, entre ellos las de De Ángeli.
En 2018, Greenpeace, FARN, Proteger y otras entidades ambientalistas denunciaron que De Ángeli junto a Federico Pinedo y Gabriela Michetti realizaron maniobras para impedir el tratamiento de la ley de defensa de humedales en el Senado, a fin de que el proyecto que busca resguardar estos ecosistemas vitales perdiera estado parlamentario. Ese mismo año, voto en contra del proyecto de ley de interrupción legal del embarazo.

## Causas judiciales

### Intimidación pública, acopio de armas e incitación a la violencia
En 2008 fue denunciado por el fiscal Guillermo Marijuán ante la justicia federal, por intimidación pública, acopio de armas e incitación a la violencia. La denuncia recayó en el juzgado de Marcelo Martínez de Georgi. La presentación formulada por el fiscal, según fuentes judiciales, invoca los artículos 211 (intimidación pública), 212 (acopio de armas) y 189 (incitaciones a la violencia colectiva) del Código Penal.
Días después, el fiscal federal Jorge Di Lello dictaminó a favor de la apertura de una investigación penal en la denuncia que formuló su colega Guillermo Marijuán, dictamen emitido a pedido del juez subrogante, Marcelo Martínez de Giorgi, en quien recayó la denuncia de Marijuán.

### Denuncia por agresión a policías
El 18 de abril de 2012, en una manifestación frente a la Casa Gris (la casa de Gobierno provincial de Entre Ríos) en la ciudad de Paraná, De Ángeli y otros productores agropecuarios agredieron a miembros de las fuerzas de seguridad. Seis policías ―representados por el abogado paranaense Marcos Rodríguez Allende―, denunciaron a De Ángeli por agresiones y violencia física.
También fue denunciado e imputado por la justicia porteña junto a Luciano Miguens por cortar la avenida Callao. La protesta fue parte de varios incidentes que un grupo de productores agropecuarios protagonizaron frente al Congreso enojados por la sanción de las facultades delegadas en el Senado. La causa quedó a cargo del fiscal contravencional Luis Duacastella Arbizu, quien les imputó la violación del artículo 78 del Código Contravencional que castiga a quien «impide u obstaculiza la circulación de vehículos por la vía pública o espacios públicos».